# ラッチャダーピセーク駅
ラッチャダーピセーク駅（ラッチャダーピセークえき、タイ語:สถานีรัชดาภิเษก）は、タイ王国のバンコク都ディンデーン区にある、バンコク・メトロの駅である。駅番号は「BL16」。ラチャダーピセーク通り沿いにある。

## 歴史
- 2004年7月3日 【開業】ブルーライン（フワランポーン - バーンスー） (20.8km)

## 駅構造
島式ホーム1面2線の地下駅である。

### 駅階層
| 地面    | 出入口                                             | ラチャダーピセーク通り                                |
| 地下1階 | コンコース階                                       | ATM                                                   |
| 地下1階 | コンコース階                                       |                                                       |
| 地下2階 | 改札口階                                           | 自動券売機、自動改札口                                |
| 地下2階 | 改札口階                                           |                                                       |
| 地下3階 | 1番線・上り■ブルーライン                           | →スッティサーン・スクムウィット・フワランポーン方面   |
| 地下3階 | 島式ホーム（フルスクリーンタイプのホームドアあり） |                                                       |
| 地下3階 | 2番線・下り■ブルーライン                           | ←ラートプラーオ・チャトゥチャック公園・バーンスー方面 |

## バス
バス:　136、137、179、1875、206、514、517、529
- 出口1で車30台の駐車場、Panjasup　学校
- 出口2で Soi Chokchai 29
- 出口3で　Soi Ratchadaphisek 26
- 出口4で　Soi Ratchadaphisek 24

## 駅周辺
Pla Thong Karat ビル　に近い